# Festival di Napoli 1965
Il tredicesimo festival della canzone napoletana si tenne a Napoli dal 16 al 18 settembre 1965.

## Classifica, canzoni e cantanti

### Finaliste
| Posizione | Canzone                       | Autori                       | Artista                            | Voti |
|           | Core napulitano               | (U. Martucci L. Ricciardi)   | Mario Abbate - Isabella Iannetti   |      |
|           | Serenatella all'acqua 'e mare | (Cerbone e Renato Ruocco)    | Aurelio Fierro - Tony Astarita     |      |
|           | Dduje giuramente              | (R. Fiore e S. Mazzocco)     | Sergio Bruni - Mirna Doris         |      |
|           | E' frennesia                  | (G. Pisano e F. Albano)      | Maria Paris - Mario Trevi          |      |
|           | Nu suonno                     | (A. Pugliese e A. Forte)     | Nunzio Gallo - Annamaria Maresca   |      |
|           | Scordame                      | (U. Boselli e E. Lombardi)   | Gloria Christian - Roy Silver      |      |
|           | T'aspetto a maggio            | (Dura, Scuotto e Esposito)   | Achille Togliani - Mario Merola    |      |
|           | Uno ca te vo' bene            | (Rutigliano e M. De Angelis) | Nino Soprano - Genny               |      |
|           | Veleno doce                   | (M. Zanfagna e Monetti)      | Gloria Christian - Gino Di Procida |      |

### Semifinaliste
|  | Canzone              | Autori                                                | Artista                          |
|  | 'A vita mia          | (Palomba e A. Vian)                                   | Sergio Bruni - Tony Astarita     |
|  | Guardame             | (Nisa e Fanciulli)                                    | Nunzio Gallo - Isabella Iannetti |
|  | Io ca te voglio bene | (Petrucci e Arciello)                                 | Carmen Villani - Nunzia Greton   |
|  | Notte d'estate       | (Testo di Romolo Acampora; musica di Luigi Campanino) | Lucia Valeri - Carlo Missaglia   |
|  | Notte senza fine     | (P. Russo e Chelotti)                                 | Pina Lamara - Equipe 84          |
|  | Schiavo d'ammore     | (S. Mazzocco)                                         | Mario Abbate - Mirna Doris       |

### Non finaliste
|  | Canzone                 | Autori                              | Artista                             |
|  | Bella si vuo' l'ammore  | (Pariante, Manetta e Baselice)      | Mario Abbate - Bruno Venturini      |
|  | 'E suonne restano       | (A. Chiarazzo e S. Palligiano)      | Nunzio Gallo - Mario Da Vinci       |
|  | E te lassaie            | (De Como e G. Cioffi)               | Luciano Virgili - Pino Mauro        |
|  | Mare, mare, mare        | (Ettore De Mura e Marcello Gigante) | Sergio Bruni - Emy Dorè             |
|  | Niente cchiù            | (C.Della Gatta e Eduardo Alfieri)   | Mario Trevi - Mimmo Rocco           |
|  | Nu saluto               | (Tito Manlio e V. D'Annibale)       | Maria Paris - Franco D'Ambra        |
|  | So fatta accussi'       | (R. Paliotti e Palmieri)            | Monica Del Po - Virginia Da Brescia |
|  | Tu stasera si pusilleco | (Amato e E. Buonafede)              | Mario Merola - Enzo Del Forno       |
|  | Vulesse nu favore       | (Festa, Balsamo e Caggiano)         | Aurelio Fierro - Maria Paris        |

## Orchestra
Diretta dai maestri: Eduardo Alfieri, Gianni Aterrano, Mario Battaini, Gino Conte, A. Esposito, Carlo Esposito, Franco Cassano, Maurizio De Angelis, G. De Martini, Angelo Giacomazzi, Armando Sciascia, L. Sili, Luigi Vinci e Luciano Zuccheri. Complesso vocale i 4+4 di Nora Orlandi.

## Organizzazione
Dell'Ente per la Canzone Napoletana - Ente Salvatore Di Giacomo